# 弗谢沃洛德·亚历山德罗维奇
弗谢沃洛德·亚历山德罗维奇 (俄语：Всеволод Александрович Холмский，1328年—1364年）是1346-1349年期間的特維爾大公。他是亚历山大·米哈伊洛维奇的儿子。1364年，弗谢沃洛德·亚历山德罗维奇和他的妻子于瘟疫期間去世。